# Cléré-sur-Layon
Pour les articles homonymes, voir Cléré et Layon.
Cléré-sur-Layon est une commune française située dans le département de Maine-et-Loire, en région Pays de la Loire.
Son territoire est traversé par la rivière le Layon, affluent en rive gauche de la Loire.

## Géographie

### Localisation
Commune angevine située dans les Mauges, ce territoire rural de l’ouest de la France se trouve à quelques kilomètres au sud-est de Vihiers, en Maine-et-Loire à la limite des Deux-Sèvres. Son territoire est essentiellement rural. Pays de bocage, le Vihiersois se situe dans un triangle entre Angers, Cholet et Saumur.

### Communes limitrophes
Les communes les plus proches sont Passavant-sur-Layon (3 km), Les Cerqueux-sous-Passavant (4 km), Genneton (4 km), Nueil-sur-Layon (5 km), Cersay (7 km), Ulcot (8 km), Trémont (8 km), Saint-Maurice-la-Fougereuse (9 km), Tancoigné (9 km) et Bouillé-Saint-Paul (9 km).

### Géologie et relief
À quelques kilomètres au nord et à l'est du Vihiersois se trouve la vallée du Layon, qui marque la transition entre les Mauges et le Saumurois. Le sud de l'Anjou comporte à l'est des terrains secondaires et tertiaires (Saumurois) et à l'ouest des terrains primaires (Mauges). Dans ces derniers, on trouve un pays de bocage sur des terrains de schistes et de granites.
Cléré-sur-Layon se situe sur les unités paysagères du Couloir du Layon et du Plateau des Mauges.
L'altitude de la commune varie de 67 à 116 mètres, pour une altitude moyenne de 99 mètres. Son territoire s'étend sur près de 22 km2 (2 174 hectares).

### Hydrographie
La commune est traversée par la rivière le Layon. Cette rivière est le confluent de deux ruisseaux qui se retrouvent sur la ferme du Mureau. L'un est la Gaubretière et arrive de Saint-Paul-du-Bois, l'autre arrive de l'étang de Beaurepaire. Ces deux ruisseaux se rejoignent sur la ferme du Mureau, juste après le petit pont, situé sur le chemin communal qui mène à la Chapelle de Saint-Francaire. Le Layon prend donc son nom, ici précisément.
On trouve également sur la commune l'étang de Beaurepaire ; étang artificiel peu profond, possédant de larges ceintures de végétation. Il possède une grande richesse de groupement d'espèces annuelles liées aux plages sablo-vaseuses. Ce site est inscrit en zone naturelle d'intérêt écologique, floristique et faunistique (ZNIEFF).

### Climat
Son climat est tempéré, de type océanique. Le climat angevin est particulièrement doux, du fait de sa situation entre les influences océaniques et continentales. Généralement les hivers sont pluvieux, les gelées rares et les étés ensoleillés.
Pour des articles plus généraux, voir Climat des Pays de la Loire et Climat de Maine-et-Loire.
En 2010, le climat de la commune est de type climat océanique altéré, selon une étude du CNRS s'appuyant sur une série de données couvrant la période 1971-2000. En 2020, Météo-France publie une typologie des climats de la France métropolitaine dans laquelle la commune est exposée à un climat océanique et est dans la région climatique Moyenne vallée de la Loire, caractérisée par une bonne insolation (1 850 h/an) et un été peu pluvieux.
Pour la période 1971-2000, la température annuelle moyenne est de 11,6 °C, avec une amplitude thermique annuelle de 14,5 °C. Le cumul annuel moyen de précipitations est de 694 mm, avec 11,7 jours de précipitations en janvier et 6 jours en juillet. Pour la période 1991-2020, la température moyenne annuelle observée sur la station météorologique de Météo-France la plus proche, « Bouille-loretz », sur la commune de Loretz-d'Argenton à 13 km à vol d'oiseau, est de 12,9 °C et le cumul annuel moyen de précipitations est de 606,9 mm,. Pour l'avenir, les paramètres climatiques de la commune estimés pour 2050 selon différents scénarios d'émission de gaz à effet de serre sont consultables sur un site dédié publié par Météo-France en novembre 2022.

## Urbanisme

### Typologie
Au 1er janvier 2024, Cléré-sur-Layon est catégorisée commune rurale à habitat dispersé, selon la nouvelle grille communale de densité à sept niveaux définie par l'Insee en 2022.
Elle est située hors unité urbaine et hors attraction des villes,.

### Occupation des sols
L'occupation des sols de la commune, telle qu'elle ressort de la base de données européenne d’occupation biophysique des sols Corine Land Cover (CLC), est marquée par l'importance des territoires agricoles (92,7 % en 2018), en diminution par rapport à 1990 (94,4 %). La répartition détaillée en 2018 est la suivante : 
zones agricoles hétérogènes (44,3 %), prairies (24,4 %), terres arables (14,8 %), cultures permanentes (9,1 %), mines, décharges et chantiers (3,2 %), forêts (2,3 %), eaux continentales (1,7 %). L'évolution de l’occupation des sols de la commune et de ses infrastructures peut être observée sur les différentes représentations cartographiques du territoire : la carte de Cassini (XVIIIe siècle), la carte d'état-major (1820-1866) et les cartes ou photos aériennes de l'IGN pour la période actuelle (1950 à aujourd'hui).

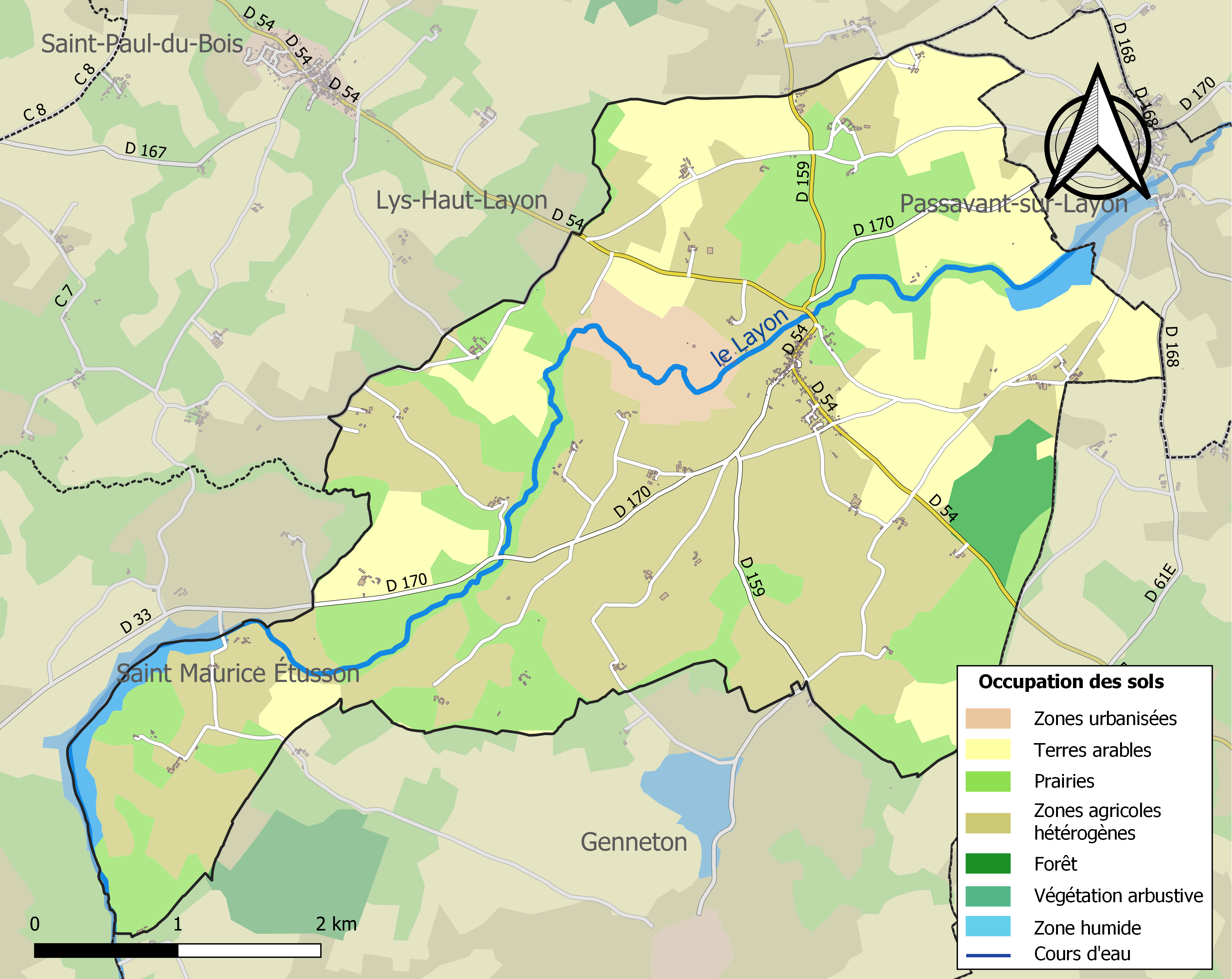
Carte des infrastructures et de l'occupation des sols de la commune en 2018 (CLC).

## Toponymie et héraldique

### Toponymie
Formes anciennes du nom : Clareia en 1096, Clare et Clayre à la fin du XIIIe siècle, Rector de Claire en 1383, Clere en 1478, Clereyum en 1531, Cléré en 1782, Cléré en 1793, pour devenir en 1928 Cléré-sur-Layon,.
L'origine du nom viendrait soit du nom d'homme latin Clarius, soit du dérivé du latin clarus (clair, clairière).
À noter qu'il existe d'autres communes ayant dans leur nom « Cléré », comme Cléré-les-Pins (Indre-et-Loire) et Cléré-du-Bois (Indre).
Nom des habitants (gentilé) : les Cléréens.

### Héraldique
| Blason à dessiner | Blason  | Taillé ondé haussé à dextre et abaissé à senestre: au 1er de sinople à deux épis de blé tigés, feuillés et empoignés d'or au canton dextre du chef, et à la grappe de raisin de gueules tigée et feuillée du champ au canton senestre du chef, au 2e parti au I d'or au rencontre de vache du champ au trait de sable, au II d'or à la carrière du champ, symbolisée par ses terrils et son convoyeur, au trait de sable mouvant des flancs et de la pointe; à la cotice ondée en barre d'azur brochant sur la partition; sur le tout d'argent à la fontaine de gueules jaillissant d'azur et au chef d'azur chargé d'une mitre d'argent parée d'or. |
| Blason à dessiner | Détails | Le statut officiel du blason reste à déterminer. |

## Histoire

### Préhistoire et Antiquité
Des traces préhistoriques ont été trouvées sur le territoire de la commune : quatre haches en diorite de l'époque de la pierre polie, comme aux Cerqueux-sous-Passavant. Autre trace de la préhistoire, à quelques kilomètres, à Tancoigné, a été découvert un squelette du néolithique.

### Légende de saint Francaire
Selon la tradition local, le territoire de Cléré aurait vu la naissance de saint Francaire, supposé être le père de saint Hilaire de Poitiers. Aucun acte ou témoignage autre que local ne permet d'attester de son l'historicité. Il était, selon la tradition, seigneur du Mureau au IVe siècle. Selon X. Barbier de Montault de la Commission archéologique de Maine-et-Loire, dans le Répertoire archéologique de l'Anjou paru au milieu du XIXe siècle : 

« Le Mureau est situé sur la commune de Cléré-sur-Layon à 3 km du bourg. Il se divise en deux parties, le Bas Mureau et le Haut Mureau. C'est dans la partie du Bas Mureau que l'on voit une motte, dans le prolongement du coteau qui avance en pointe dans la vallée près de la rivière. Là dit la tradition, était le château (demeure confortable à l'époque) de saint Francaire. Saint Francaire était noble et riche, il possédait des terres, des troupeaux et des hommes, faisait largement l'aumône, avait une habitation distincte de celles de ses colons et serviteurs, vaquait à la fois aux travaux de l'esprit et à ceux de l'agriculture, en un mot, occupait seul le pays avec les siens dans une étendue de territoire qu'il serait difficile maintenant de déterminer.
Les écrits rapportent que saint Francaire a mené une vie sainte. Le Mureau est un site privilégié, vallonné, à quelque 300 m de la seigneurie, supposée, de saint Francaire, sur le flanc du coteau, est une fontaine miraculeuse dont la source est intarissable même dans les plus grandes sécheresses. On l'appelle la fontaine de Saint-Francaire. C'est là dit la tradition, le lieu que le saint affectionnait particulièrement, et où il venait chaque jour faire à Dieu sa prière, et méditer les grands mystères chrétiens. »

### Moyen Âge
Au Moyen Âge, le seigneur de la paroisse est le seigneur de Passavant. Plus tard, la paroisse dépend du diocèse de Poitiers et de l'élection de Montreuil-Bellay (XVIIIe siècle).

### Ancien Régime
À la veille de la Révolution française, une partie du Vihiersois dépend de la sénéchaussée d'Angers (La Salle-de-Vihiers, Vihiers, Coron) et une autre de la sénéchaussée de Saumur (Tigné, Cernusson, Les Cerqueux, Saint-Paul-du-Bois, La Plaine).

### Époque contemporaine
À la réorganisation administrative qui suit la Révolution, Cléré est rattaché au canton de Nueil et au district de Vihiers, puis en 1800 au canton de Vihiers et à l'arrondissement de Saumur.
Comme dans le reste de la région, à la fin du XVIIIe siècle se déroule la guerre de Vendée, qui marquera de son empreinte la région.
À la fin du XIXe siècle la ligne de chemin de fer du Petit Anjou est construite. Ouverte en 1896 la ligne Cholet-Saumur passait par Saint-Hilaire, Vihiers, Les Cerqueux, Cléré, Passavant et Nueil.
Pendant la Première Guerre mondiale, 17 habitants perdent la vie. Lors de la Seconde Guerre mondiale, un habitant est tué.

## Politique et administration

### Administration municipale
La commune est créée à la Révolution (Cléré puis Cléré-sur-Layon). Le conseil municipal est composé de 11 élus.
| Période                                  | Période                   | Identité                          | Étiquette | Qualité                |
| ---------------------------------------- | ------------------------- | --------------------------------- | --------- | ---------------------- |
| an V                                     |                           | Gaultier                          |           | agent municipal        |
| 1798                                     |                           | Pierre Gaudicheau                 |           | agent municipal        |
| 1800                                     |                           | Pierre Drouineau                  |           |                        |
| 1816                                     |                           | G.-L.-M. Brunet de Brossay        |           |                        |
| 1821                                     |                           | Alexandre-Louis Brunet de Brossay |           |                        |
| 1828                                     |                           | Charles Avril de Pignerolles      |           |                        |
| 1830                                     |                           | Paul Pottier                      |           |                        |
| 1832                                     |                           | Pierre Drouineau                  |           |                        |
| 1840                                     |                           | Godicheau                         |           |                        |
| 1843                                     |                           | Marie Mousset                     |           |                        |
| 1855                                     |                           | Louis Chicoteau                   |           |                        |
| 1864                                     |                           | Jacques Humeau                    |           |                        |
| 1912                                     |                           | Jean Bégault                      |           |                        |
| 1929                                     |                           | Louis Humeau                      |           |                        |
| 1935                                     |                           | Alexis Defois                     |           |                        |
| 1945                                     |                           | Louis Humeau                      |           |                        |
| 1959                                     |                           | Louis Morin                       |           |                        |
| juin 1995                                | 2001                      | Jean Girard                       |           | agriculteur retraité   |
| mars 2001                                | mai 2020                  | Laurence Beaufils,                |           | professeure des écoles |
| mai 2020                                 | En cours (au 30 mai 2020) | Serge Lefêvre                     |           |                        |
| Les données manquantes sont à compléter. |                           |                                   |           |                        |

### Intercommunalité
Depuis le 1er janvier 2017, la commune est membre de l'Agglomération du Choletais après la fusion avec la communauté de communes du Vihiersois-Haut-Layon. Elle est précédemment intégrée à cette dernière, qui regroupe alors douze communes dont Passavant-sur-Layon et Les Cerqueux-sous-Passavant. Disparue en 2016, cette structure intercommunale était un établissement public de coopération intercommunale (EPCI) qui avait pour vocation de réunir les moyens de plusieurs communes, notamment dans le domaine du tourisme.

### Autres circonscriptions
Jusqu'en 2014, la commune fait partie du canton de Vihiers et de l'arrondissement de Saumur. Le canton de Vihiers compte alors dix-sept communes. C'est l'un des quarante et un cantons que compte le département ; circonscriptions électorales servant à l'élection des conseillers généraux, membres du conseil général du département. Dans le cadre de la réforme territoriale, un nouveau découpage territorial pour le département de Maine-et-Loire est défini par le décret du 26 février 2014. Le canton de Vihiers disparait et la commune est rattachée au canton de Cholet-2, avec une entrée en vigueur au renouvellement des assemblées départementales de 2015.
La commune se trouve sur la quatrième circonscription de Maine-et-Loire, composée de six cantons dont Vihiers et Montreuil-Bellay.

## Population et société

### Démographie

#### Évolution démographique
L'évolution du nombre d'habitants est connue à travers les recensements de la population effectués dans la commune depuis 1793. Pour les communes de moins de 10 000 habitants, une enquête de recensement portant sur toute la population est réalisée tous les cinq ans, les populations de référence des années intermédiaires étant quant à elles estimées par interpolation ou extrapolation. Pour la commune, le premier recensement exhaustif entrant dans le cadre du nouveau dispositif a été réalisé en 2008.

En 2022, la commune comptait 345 habitants, en évolution de +0,58 % par rapport à 2016 (Maine-et-Loire : +2,12 %, France hors Mayotte : +2,11 %).
| 1793 | 1800 | 1806 | 1821 | 1831 | 1836 | 1841 | 1846 | 1851 |
| ---- | ---- | ---- | ---- | ---- | ---- | ---- | ---- | ---- |
| 550  | 427  | 481  | 437  | 570  | 605  | 594  | 588  | 406  |

| 1856 | 1861 | 1866 | 1872 | 1876 | 1881 | 1886 | 1891 | 1896 |
| ---- | ---- | ---- | ---- | ---- | ---- | ---- | ---- | ---- |
| 640  | 629  | 633  | 623  | 615  | 578  | 597  | 604  | 502  |

| 1901 | 1906 | 1911 | 1921 | 1926 | 1931 | 1936 | 1946 | 1954 |
| ---- | ---- | ---- | ---- | ---- | ---- | ---- | ---- | ---- |
| 448  | 489  | 498  | 459  | 474  | 470  | 467  | 484  | 467  |

| 1962 | 1968 | 1975 | 1982 | 1990 | 1999 | 2006 | 2008 | 2013 |
| ---- | ---- | ---- | ---- | ---- | ---- | ---- | ---- | ---- |
| 481  | 494  | 441  | 438  | 408  | 351  | 333  | 328  | 348  |

| 2018 | 2022 | - | - | - | - | - | - | - |
| ---- | ---- | - | - | - | - | - | - | - |
| 340  | 345  | - | - | - | - | - | - | - |

#### Pyramide des âges
En 2018, le taux de personnes d'un âge inférieur à 30 ans s'élève à 33,0 %, soit en dessous de la moyenne départementale (37,2 %). À l'inverse, le taux de personnes d'âge supérieur à 60 ans est de 33,8 % la même année, alors qu'il est de 25,6 % au niveau départemental.
En 2018, la commune comptait 165 hommes pour 175 femmes, soit un taux de 51,47 % de femmes, légèrement supérieur au taux départemental (51,37 %).
Les pyramides des âges de la commune et du département s'établissent comme suit.
| Hommes | Classe d’âge | Femmes |
| ------ | ------------ | ------ |
| 1,8    | 90 ou +      | 0,6    |
| 9,7    | 75-89 ans    | 16,0   |
| 18,2   | 60-74 ans    | 21,1   |
| 19,4   | 45-59 ans    | 14,9   |
| 14,5   | 30-44 ans    | 17,7   |
| 14,5   | 15-29 ans    | 8,0    |
| 21,8   | 0-14 ans     | 21,7   |

| Hommes | Classe d’âge | Femmes |
| ------ | ------------ | ------ |
| 0,9    | 90 ou +      | 2,1    |
| 7      | 75-89 ans    | 9,5    |
| 16,2   | 60-74 ans    | 16,9   |
| 19,4   | 45-59 ans    | 18,7   |
| 18,2   | 30-44 ans    | 17,5   |
| 18,8   | 15-29 ans    | 17,6   |
| 19,5   | 0-14 ans     | 17,6   |

### Vie locale
Services publics présents sur la commune de Cléré-sur-Layon : mairie, école maternelle et primaire, bibliothèque. Les autres services publics se trouvent à Vihiers, ainsi que les structures sociales (ADMR du Vihiersois…) et culturelles (école de musique intercommunale…).
On y trouve également quelques commerces : dépôt de pain, supérette et café.
La plupart des structures de santé se situent également à Vihiers, tel l'hôpital local ou le centre de secours.
Le ramassage des déchets est géré par le syndicat mixte intercommunal pour le traitement des ordures ménagères et des déchets, le Smitom du Sud Saumurois, qui se trouve à Doué-la-Fontaine.
L'office du tourisme est situé à Vihiers.

## Économie

### Tissu économique
Commune principalement agricole, en 2008, sur les 39 établissements présents sur la commune, 69 % relèvent du secteur de l'agriculture. En 2010, sur 44 établissements présents sur la commune, 61 % relèvent du secteur de l'agriculture (pour une moyenne de 17 % sur l'ensemble du département), 7 % du secteur de l'industrie, 5 % du secteur de la construction, 18 % de celui du commerce et des services et 9 % du secteur de l'administration et de la santé.
Cinq ans plus tard, en 2015, sur les 40 établissements présents, 48 % relèvent du secteur de l'agriculture (pour une moyenne de 11 % sur le département), 3 % du secteur de l'industrie, 8 % de celui de la construction, 35 % du secteur du commerce et des services et 8 % de celui de l'administration et de la santé.

### Agriculture
La commune se situe dans la zone d'appellation viticole des Coteaux-du-layon (AOC).
Liste des appellations présentes sur le territoire :
- IGP Agneau du Poitou-Charentes, IGP Bœuf du Maine, AOC AOP Maine-Anjou, IGP Volailles de Cholet, IGP Volailles d’Ancenis,
- IGP Brioche vendéenne, AOC AOP Beurre Charentes-Poitou, AOC AOP Beurre des Charentes, AOC AOP Beurre des Deux-Sèvres,
- AOC AOP Anjou blanc, AOC AOP Anjou gamay, AOC AOP Anjou gamay nouveau ou primeur, AOC AOP Anjou mousseux blanc, AOC AOP Anjou mousseux rosé, AOC AOP Anjou rouge, AOC AOP Anjou Villages, AOC AOP Cabernet d'Anjou, AOC AOP Cabernet d'Anjou nouveau ou primeur, AOC AOP Coteaux du Layon, AOC AOP Coteaux du Layon Sélection de grains nobles, AOC AOP Crémant de Loire blanc, AOC AOP Crémant de Loire rosé, IGP Maine-et-Loire blanc, IGP Maine-et-Loire rosé, IGP Maine-et-Loire rouge, AOC AOP Rosé d'Anjou, AOC AOP Rosé d'Anjou nouveau ou primeur, AOC AOP Rosé de Loire, AOC AOP Saumur mousseux blanc, AOC AOP Saumur mousseux rosé.

## Culture locale et patrimoine

### Lieux et monuments
Bien que l'on ne trouve pas sur la commune de Cléré-sur-Layon de bâtiments inscrits Monuments historiques, plusieurs figurent à l'Inventaire général :
- Chapelle Saint-Francaire du XIXe siècle, saint honoré dans la région et dont les reliques sont conservées dans l'église de Cléré. Saint Francaire vécut au IVe siècle et fut le père de saint Hilaire, évêque de Poitiers[26] ;
- Château de Beaurepaire, des XVIe et XIXe siècles ;
- Château Les Landes, des XIVe, XVIIIe et XIXe siècles ;
- Église paroissiale Saint-Hilaire, des XIe et XIXe siècles ;
- Plusieurs fermes et maisons des XVIe, XVIIIe et XIXe siècles ;
- Lavoir de Beaurepaire, du XIXe siècle ;
- Château de Brossay, des XVIIe, XVIIIe et XIXe siècles[54] ;
- Manoir la Haute-Coudraie, des XVIIIe et XIXe siècles ;
- Manoir Maumusson, des XVe et XVIe siècles ;
- Ancien prieuré Saint-Pierre des XIIe et XIXe siècles, dépendant de l'abbaye de Charroux (Vienne) ;
- Le Mureau, ancienne seigneurie de Saint-Francaire ; le nouveau corps de ferme bâti sur la partie du Haut-Mureau a été construit en trois étapes : 1787, 1788 et 1789.

### Personnalités liées à la commune
- Perrine Potier, Bienheureuse et martyre née à Cléré-sur-Layon le 26 avril 1750, fusillée le 16 avril 1794 sur le Champ des Martyrs à Avrillé[24].

## Pour approfondir